# Бас, Бербель
Бе́рбель Ба́с (нем. Bärbel Bas; род. 3 мая 1968, Вальзум, Северный Рейн-Вестфалия) — немецкий государственный и политический деятель. С 2019 по 2021 год была заместителем председателя фракции СДПГ, с 2021 по 2025 год — председателем Бундестага. Член Бундестага с 2009 года. Министр труда и социальных вопросов Германии с 6 мая 2025 года.

## Ранняя жизнь и карьера
Родилась 3 мая 1968 года в городе Вальзум (ныне район города Дуйсбург). Бербель Бас росла в многодетной семье. У неё было две сестры и три брата. 
В 1984 году она получила аттестат о среднем образовании. С 1985 по 1987 год она проходила обучение, работая офисным помощником в Duisburger Verkehrsgesellschaft (DVG), где работала с 1987 по 2001 год клерком, а затем перешла работать в сферу медицинского страхования этой же компании. С 1986 по 1988 год она также была представителем молодёжи и стажёров в DVG, а с 1988 по 1998 год — членом производственного совета и представителем работников в наблюдательном совете данной компании.
С 1994 по 1997 год Бас получала профобразование в качестве специалиста по социальному обеспечению. После чего, в 2000—2002 гг. она прошла курсы повышения квалификации, став администратором медицинского страхования. В 2003 году получила диплом инструктора. С 2002 по 2006 гг. она находилась в должности заместителя председателя правления фонда медицинского страхования EVS. В 2005—2007 годах она проходила дополнительное обучение по профессии экономиста человеческих ресурсов (VWA) в административной академии и бизнес-академии Эссена. В 2007 году Бас заняла должность начальника отдела кадровых служб BKK Futur и ушла с этой работы в 2009 году.

## Политическая карьера
В октябре 1988 года Бас присоединилась к Социал-демократической партии Германии. Через год она стала членом Jusos, а спустя ещё один год — председателем союза. Она находилась на этом посту 8 лет. Параллельно с этим она также являлась членом совета микрорайона в городе Дуйсбург от СДПГ. С 2006 года она занимала пост заместителя председателя. С 2004 года она стала членом Регионального совета Нижнего Рейна, с 2009 года — членом совета представителей РурСДПГ, а с 2010 года — председателем партийного совета СДПГ в Северном Рейне-Вестфалии.
8 лет, с 1994 по 2002 год, Бербель Бас была членом городского совета Дуйсбурга

### Депутат Бундестага (2009—настоящее время)
На федеральных выборах 2009 года Бас избрали в избирательном округе Дуйсбург I депутатом бундестага 17-го созыва от СДПГ. На федеральных выборах 2013 года и на федеральных выборах 2017 года она сохранила свой прямой мандат. В 17-м созыве бундестага она была членом Комитета по здравоохранению, где в 18-м созыве она стала уже заместителем председателя. С 2014 года она является членом Совета старейшин парламента, который, помимо других обязанностей, определяет ежедневные вопросы законодательной повестки дня и назначает председателей комитетов на основе партийного представительства. Наравне с этим, она является заместителем члена совместной комиссии бундесрата и бундестага.
В рамках своей парламентской группы Бас принадлежит к левому партийному крылу СДПГ (парламентские левые — Parlamentarische Linke). С 2013 по 2017 год она занимала должность парламентского управляющего делами (Parlamentarischer Geschäftsführer) фракции СДПГ. С 2019 по 2021 год была заместителем председателя фракции СДПГ в бундестаге.
В дополнение к своим должностям в комитетах, Бас является членом парламентской группы «Дружба с государствами Центральной Америки».

### Председатель бундестага (2021—2025)
26 октября 2021 года Бас была избрана 14-м председателем бундестага 20-го созыва, получив 576 голосов за, 90 против и 58 воздержавшихся. Бас — третья женщина-президент бундестага после Аннемари Ренгер (СДПГ) и Риты Зюсмут (ХДС). В 2025 году её заменила Юлия Клёкнер.

## Личная жизнь
С 2005 года она состояла в отношениях с Зигфридом Амброзиусом (1941—2020). В 2015 году они поженились. Спустя пять лет брака, Бербель овдовела. Детей у них не было.
Хобби Бербель Бас — езда на мотоцикле и футбол. В юности она активно играла в футбол и болеет за клуб «MSV Duisburg».

## Другие занятия

### Корпоративные советы
- Hüttenwerke Krupp Mannesmann, член наблюдательного совета (с 2015 г.)
- Gesellschaft für Wirtschaftsförderung Duisburg mbH, член наблюдательного совета (до 2013 г.)
- Stadtwerke Duisburg AG, член наблюдательного совета (до 2013 г.)

### Некоммерческие организации
- Фонд гуманитарной помощи для людей, инфицированных ВИЧ через продукты крови (Фонд ВИЧ)
- Член правления Объединённого профсоюза работников сферы услуг Германии (ver.di)
- Член MSV Duisburg

## Награды
- Орден князя Ярослава Мудрого II степени (21 октября 2022 года, Украина) — за значительные личные заслуги в укреплении межгосударственного сотрудничества, поддержку государственного суверенитета и территориальной целостности Украины, весомый вклад в популяризацию Украинского государства в мире[9].